# 陳振豪
陳振豪，字子出，南直隶常州府無錫縣人，明末清初政治人物。

## 生平
祖母关氏梦异僧授以一儿，左辅如铁色，及生振豪，果如所梦。萬曆四十七年（1619年），登己未科进士，除萧山知县，迁刑部主事。以承审刘铎事忤魏忠贤左迁，起户部员外郎，出守南阳府。宗室永寿王朱器圻疏讦唐藩阴事，下巡按御史，檄振豪验实。振豪奏记言声影，未可信据，多动摇事，事得寝。亡何，永寿府典仗吕调阳奸部军妻而杀其夫，振豪持法杖调阳，王以是衔振豪。当是时河北贼遽告，日系多檄调南阳，故兵少，应调去，所留仅百馀人，队不成列，而賊乘河冰渡南，振豪时摄南汝道，启王拨中护卫馀军佐城守，王恡不予，又镌责之。振豪乃集所募乡保壮勇，乘城障。王塞城四门，民避寇至不得入，振豪力请开门，单骑出劳军，辨土著，纳其老弱，而简壮健，编关厢协守。贼知有备，突走诸属县。振豪复为声援，于是南阳十三城皆独完。王益惎間之，得旨鎸级，又朦胧奏振豪擅杖亲藩典仗，诏逮振豪系狱。礼部侍郎陈子壮疏救，不报。久之，王以他不法事夺爵锢高墙，振豪得释归。